# César Hernández (jardinero)
César Darío Hernández Pérez (nacido el 28 de septiembre de 1966 en Yamasá) es un ex jardinero izquierdo que jugó en las Grandes Ligas de Béisbol en 61 partidos para los Rojos de Cincinnati en 1992 y 1993. Fue seleccionado por los Expos de Montreal en la 1ª ronda del draft amateur de 1985 (draft dominicano) y en 1991 los Rojos lo seleccionó de la lista de waivers.  Hizo su debut en Grandes Ligas el 19 de julio de 1992 contra los Cardenales de San Luis.